# Arbitraż (ekonomia)
Arbitraż – operacja zakupu dobra na jednym rynku po niskiej cenie i sprzedaż tego dobra na innym rynku po wyższej cenie w celu osiągnięcia zysku na różnicy cen. 

## Opis
Istotą arbitrażu jest istnienie różnicy cen tego samego dobra na różnych rynkach lub na tym samym rynku. W przypadku, gdy ta różnica jest większa od kosztów transakcyjnych, inwestor kupując dobro na rynku tańszym i sprzedając na droższym osiąga zysk.
Arbitraż prowadzi do ograniczenia różnicy cen tego samego dobra (aktywa) na różnych rynkach do wysokości marży zależnej od wielkości kosztów transakcyjnych. Zgodnie z hipotezą rynku efektywnego arbitraż jest możliwy wyłącznie w sytuacji istnienia nieefektywności rynku. Dzięki arbitrażowi rynki są zatem bardziej efektywne.
Niektóre rodzaje arbitrażu nie wiążą się z żadnym ryzykiem.
Dobrami będącymi przedmiotem arbitrażu są często papiery wartościowe, waluty i instrumenty pochodne. Globalizacja rynków finansowych zmniejszyła jednak liczbę okazji do przeprowadzania tego rodzaju operacji.